# Mikrogametofyt
Mikrogametofyt (mikroprothalium) je samčí gametofyt semenných rostlin vytvářející samčí gamety (haploidní pohlavní buňky), takzvané spermatické buňky. Mikrogametofyt se zakládá v pylovém zrnu. Mateřský sporofyt – dospělá vegetativní rostlina – produkuje pyl, což jsou vlastně samčí výtrusy mikrospory. Přímo v pylových zrnech (odpovídá mladému pylovému zrnu) se při zrání spora mění v mikrogametofyt (odpovídá zralému pylovému zrnu) který mitózou produkuje gamety (odpovídají spermatickým buňkám). 
Mladá mikrospora roste, vakuolizuje se a asymetrickou mitózou se dělí na buňku vegetativní a buňku generativní. Obě jsou haploidní, generativní buňka, která je od vegetativní buňky oddělena plazmatickou membránou, se zanoří do cytoplazmy vegetativní buňky (generativní buňka je tedy uvnitř buňky vegetativní). Vegetativní buňka metabolicky zabezpečuje růst a vývoj pylového zrna při dozrávání a má význam při výživě generativní buňky, jejíž hlavní úlohou je přenos genetické informace. Dále se buňka generativní mitoticky dělí ve dvě buňky spermatické. Pokud k tomuto dělení dojde před uvolněním pylu z prašníků, nazýváme pylová zrna trojbuněčnými, pokud se buňka generativní dělí až po vypuštění pylu, nazýváme je dvojbuněčnými. Ve druhém případě dochází ke vzniku spermatických buněk až v klíčící pylové láčce (sypho), která představuje zralý mikrogametofyt. 
Samičím ekvivalentem mikrogametofytu je megagametofyt (megaprothalium), které je u semenných rostlin představováno zárodečným vakem.